# 萨拉布乔特·辛格
萨拉布乔特·辛格（2001年9月30日—），印度男子射击运动员，2022年亚洲运动会男子10米气手枪团体金牌得主和混合团体10米气手枪银牌得主、2024年夏季奥林匹克运动会混合团体10米气手枪铜牌得主。